# کلاینر گراسبرووک
کلاینر گراسبرووک (به آلمانی: Hamburg-Kleiner Grasbrook) یک منطقهٔ مسکونی در آلمان است که در هامبورگ واقع شده‌است. کلاینر گراسبرووک ۱٬۲۶۲ نفر جمعیت دارد.